# Daihatsu Storia
El Daihatsu Storia (ダイハツ・ストーリア, Daihatsu Sutōria) és un model d'automòbil produït pel fabricant d'automòbils japonés Daihatsu entre els anys 1998 i 2005. Al Japó també fou comercialitzat paral·lelament com a Toyota Duet (トヨタ・デュエット, Toyota Dyuetto), succeïnt el Toyota Corolla II. En Europa i altres continents fou comercialitzat com a Daihatsu Sirion.

## Història

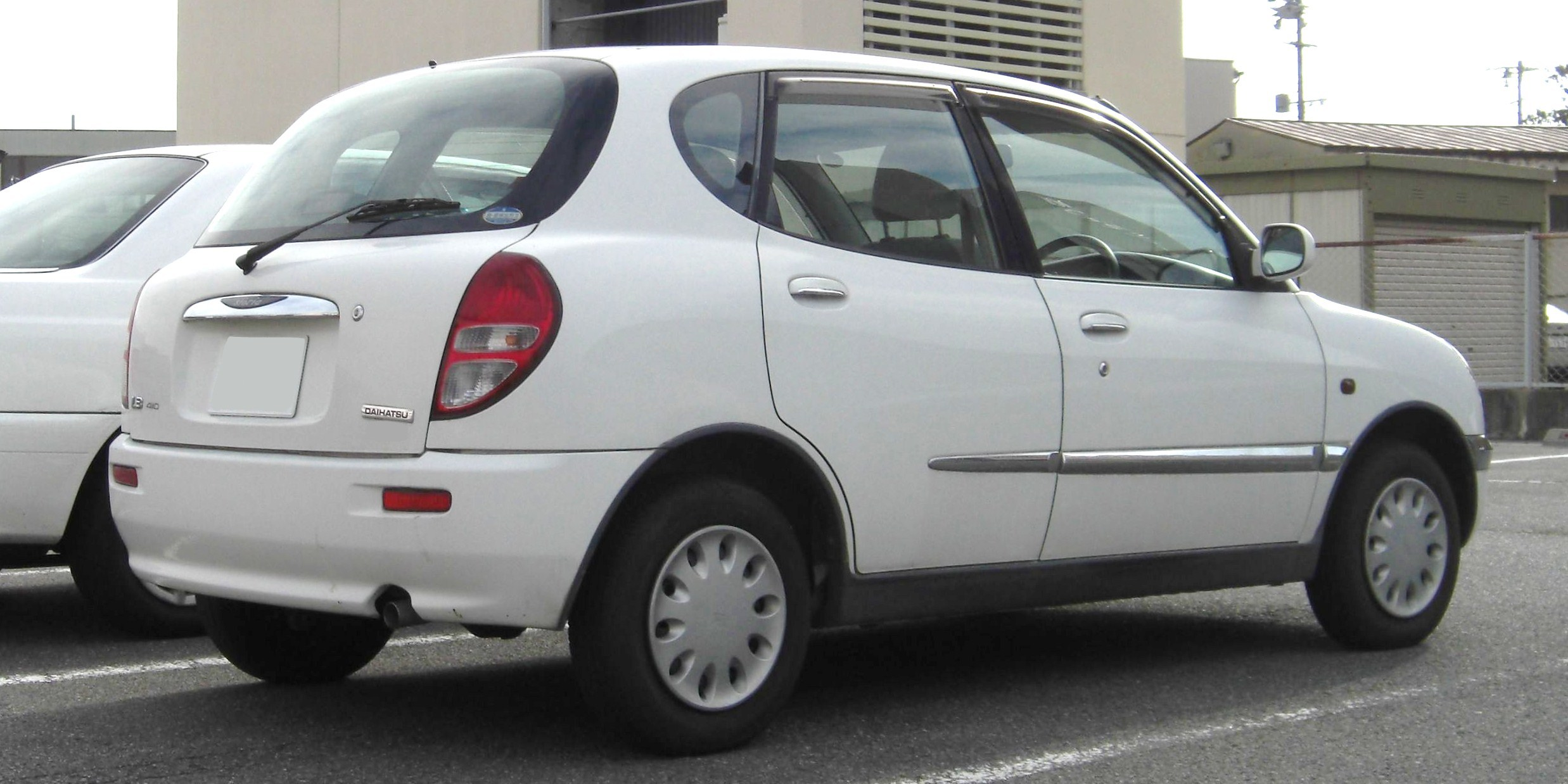
Darrera de l'Storia (2000-2001)

El Daihatsu Storia fou presentat al Saló de l'Automòbil de Tòquio de 1997 com el prototip NCX i fou confirmat l'inici de producció en sèrie per a 1998. La línia estètica del model era retrofuturista amb detalls en crom. El nom del model, Storia, vol dir "història" en italià, ja que Daihatsu definí el model com a "comença la nova història dels cotxes petits".
El cotxe va sortir formalment al mercat japonés el febrer de 1998 i, mitjançant un acord d'OEM, el setembre del mateix any sortia a la venda el Toyota Duet. Inicialment, el model equipava només la motorització de 1000 centímetres cúbics (989cc) i 60 cavalls. L'abril del mateix any s'inicià la venda de l'Storia X4, una versió especial preparada per a carreres de rally amb un motor de 700cc i tracció a les quatre rodes.

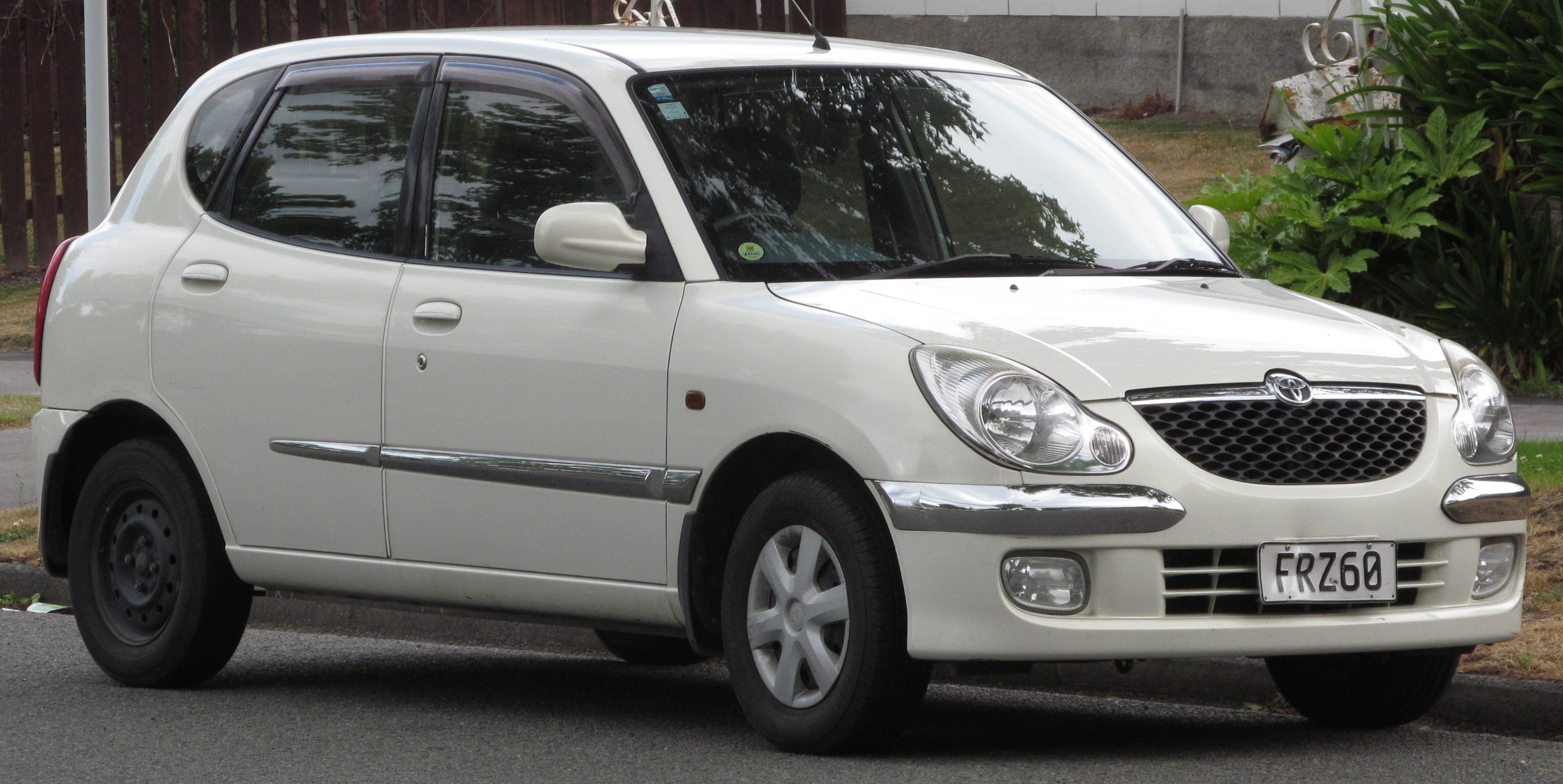
Toyota Duet (2001-2004)

El maig de 2000 arribà el primer canvi estètic al model, amb nou disseny interior, nous fars davanters i darrers i canvis mínims en la graella frontal, així com la gran novetat: els nous motors 1.3L DVVT que produïen 90 i 110 cavalls. Aquests canvis arribaren a les unitats d'exportació a finals d'any per a la venda el 2001.

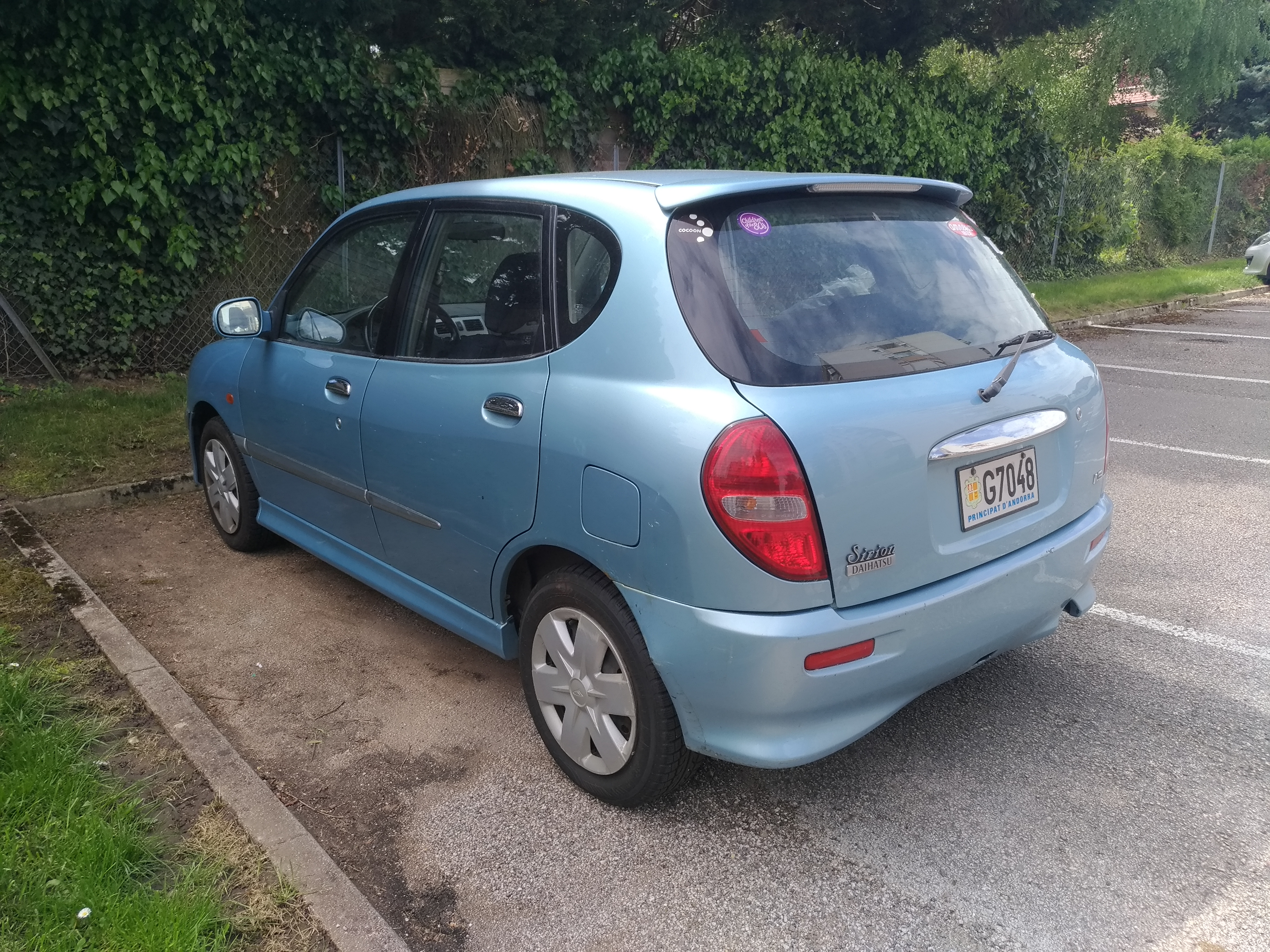
Sirion SL 1.3 andorrà (2002-2005)

El desembre de 2001 s'introduí la segona i última modificació estètica en l'Storia: nou interior amb més espai d'emmagatzemament, la graella frontal i els para-xocs canviaren completament, els últims donant una imatge més esportiva del model; a més, en certs mercats d'exportació, els detalls cromats de la carrosseria van desaparèixer. Fora del Japó, aquests canvis foren introduïts a la primera meitat del 2002.
Totes les unitats, incloses les comercialitzades com a Toyota, foren produïdes a la factoria de Daihatsu a Ikeda, a la prefectura d'Osaka. Entre el maig i juny de 2004 finalitzà la producció i comercialització del model al Japó, sent substituït pel Daihatsu Boon/Toyota Passo, conegut internacionalment com la segona generació del Daihatsu Sirion, nom amb el qual fou formalment comercialitzat a Andorra, Espanya, França i Itàlia. En Europa, els graus d'equipament eren Sirion (model d'entrada) i Sirion+, amb aire condicionat, tancament centralitzat, etc.; posteriorment (des de 2000) el nom canvià a E i EL, a més de l'SL amb motor 1.3L. Als mercats internacionals fou comercialitzat fins a juny de 2005.

## Especificacions tècniques

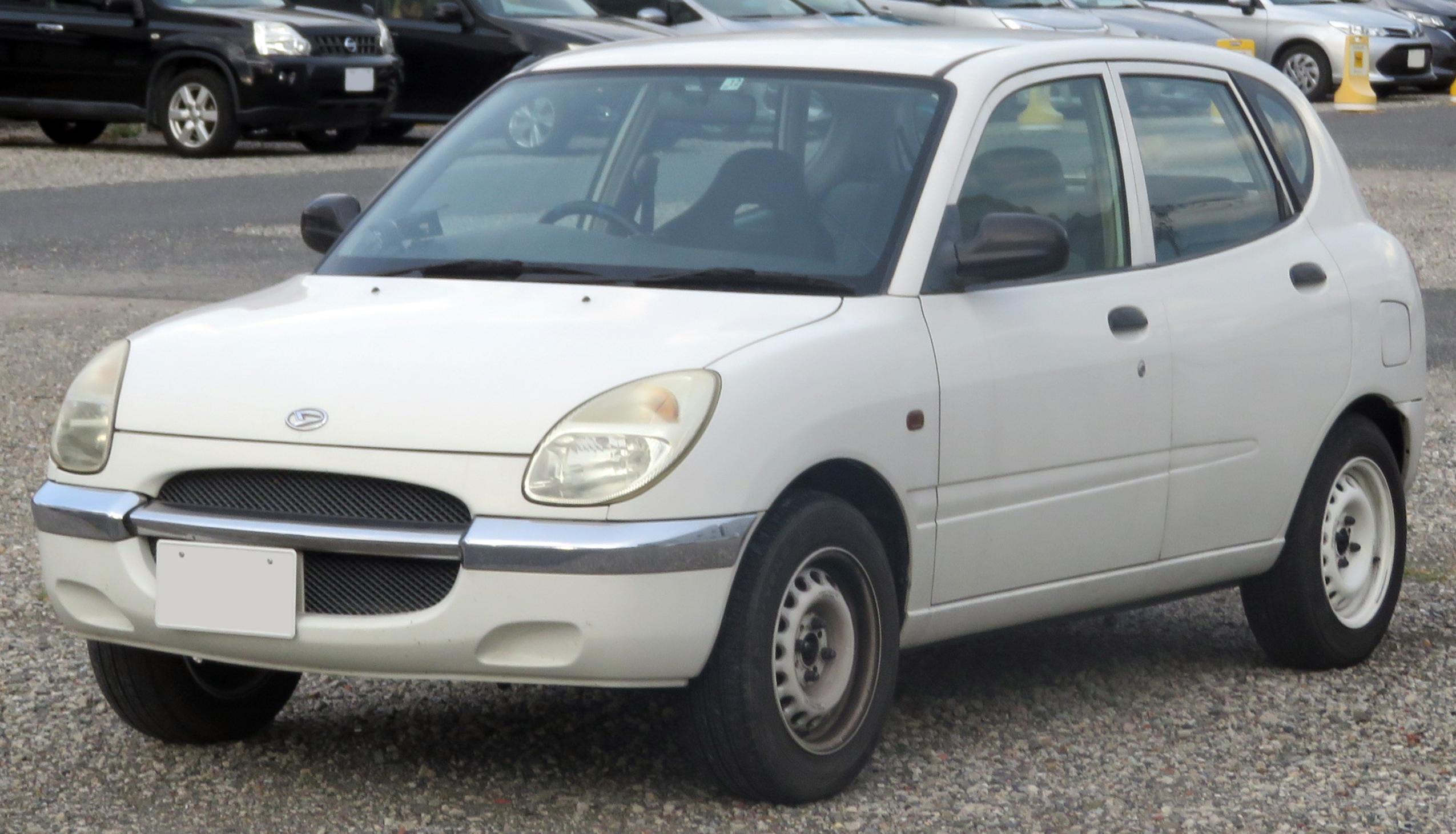
Storia X4 (1998-2000)

| Nom        | Motor | Potència | Codi  | Anys      | Graus                        |
| ---------- | ----- | -------- | ----- | --------- | ---------------------------- |
| Storia 4x2 | 1.0L  | 60cv     | M100S | 1998-2004 | Select, CL, CX               |
| Storia 4x4 | 1.0L  | 64cv     | M110S | 1998-2004 | Select, CL, CX               |
| Storia 4x2 | 1.3L  | 90cv     | M101S | 2000-2005 | CX, Touring, Milano, Classic |
| Storia 4x4 | 1.3L  | 110cv    | M111S | 2000-2005 | CZ, Touring                  |
| Storia X4  | 0.7L  | 120cv    | M112S | 1998-2004 | X4                           |